# Скепский, Денис Владимирович
Дени́с Влади́мирович Ске́пский (укр. Денис Володимирович Скепський; род. 5 июля 1987, Чернигов) — украинский футболист, полузащитник

## Карьера

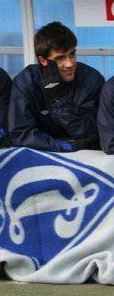
Скепский в составе московского «Динамо»

Воспитанник футбольной школы «Юность» (Чернигов). С 2003 по 2006 годы играл за киевское «Динамо» (6 матчей за дубль; 24 матча, 1 гол за «Динамо-2»; 25 матчей, 2 гола за «Динамо-3»). В августе 2006 года перешёл в московское «Динамо», сыграл 4 матча в премьер-лиге в сезоне-2006. В феврале 2007 года получил травму крестообразных связок, из-за чего был вынужден пропустить сезон 2007 года. В марте 2008 года в мюнхенской клинике Святого Вольфганга Скепскому была проведена повторная операция на коленном суставе, через несколько месяцев он вернулся в строй. В сезоне-2009 сыграл 1 матч за «Динамо» в премьер-лиге и 30 матчей в турнире молодёжных команд, в этих 30-ти матчах забил 11 мячей, став лучшим бомбардиром своей команды. В конце марта 2010 года было сообщено, что Скепский будет выступать за клуб Первого дивизиона «Волгарь-Газпром», выкупивший права на него у «Динамо». В начале 2011 года перешёл на правах полугодичной аренды в запорожский «Металлург». В составе команды в чемпионате Украины дебютировал 4 марта 2011 года в домашнем матче против мариупольского «Ильичёвца» (0:4). По итогам сезона 2010/11 «Металлург» занял последнее 16 место и вылетел в Первую лигу Украины. В том сезоне в чемпионате провёл 4 матча и забил 2 гола (в ворота «Кривбасса» и «Зари»). В марте 2012 подписал годичный контракт с белорусским клубом «Белшина». В начале 2013 года по приглашению Бориса Игнатьева перешёл в московское «Торпедо».
20 сентября 2018 года стал игроком клуба «Полесье», подписав контракт на один год. В марте 2019 года вместе с соотечественниками Алексем Майданевичом, Александром Батальским и Евгением Чумаком подписал контракт с грузинским перволиговым клубом «Шевардени-1906» (Тбилиси).
В марте 2020 года находился в расположении любительского клуба «Виктория» из Николаевки Сумской области.

## Достижения
- Серебряный призёр Первой лиги Украины: 2015/16
- Бронзовый призёр Первой лиги Украины: 2017/18
- Бронзовый призёр Первой лиги России: 2013/14